# Donnchad mac Muircheartaigh MacMurrough-Kavanagh
 Donnchad mac Muircheartaigh MacMurrough-Kavanagh en irlandais Donnchadh Caomhánach mac Muircheartaigh mac Murchadha  (né vers 1315 mort le 26 juillet 1375) est le 7e roi de Leinster de 1369 à 1375.

## Origine
Donnchadh est le fils cadet de Muirchertach mac Muiris (mort vers 1354) lui-même petit-fils de Muirchertach mac Domnaill MacMurrough-Kavanagh.

## Règne
Après l’exécution de Diarmaid Láimhdhearg en 1369 Donnchadh qui comme son frère d'Art mac Muircheartaigh MacMurrough-Kavanagh représentait la lignée aînée de la famille et qui lui aussi avait bénéficié des largesses du Lord lieutenant d'Irlande Lionel d'Anvers en 1364, reprend la tête des forces rebelles irlandaises. Il poursuit les hostilités contre les colons anglais de la région du Barrow  jusqu'à ce qu'un certain Geoffrey de Valle le shériff de Carlow le tue le 26 juillet 1375. Selon les Annales des quatre maîtres Donough Kavanagh Mac Murrough, roi de Leinster, est traîtreusement tué par les anglais.
Donnchadh ne laisse a priori pas d'héritier et sa succession est assurée par son neveu: Art Mor mac Art MacMurrough Kavanagh

## Sources
- (en) Dictionary of Irish Biography : Emmett O'Byrne MacMurrough (Mac Murchadha), Art
- (en) T.W Moody, F.X. Martin et F.J. Byrne, A New History of Ireland IX Maps, Genealogies, Lists. A companion to Irish History part II, Oxford, Oxford University Press, 2011, 690 p. (ISBN 978-0-19-959306-4).
- (en) Bart Jaski, Genealogical tables of medieval Irish royal dynasties, Dublin, Four Courts Press, 2013 (ISBN 9781846824265), p. 122 Tableau-43 Mac. Murchada